# Владивосток, рік 1918
«Владивосток, рік 1918» (рос. «Владивосток, год 1918») — російський радянський історичний художній фільм, знятий у 1982 році режисером  Едуардом Гавриловим. У фільмі показані події, що передували інтервенції Антанти і Японії на Далекому Сході.

## Сюжет
1918 рік. На будівлі Владивостоцької Ради депутатів майорить червоний революційний прапор Росії, а на рейді стоять кораблі Антанти і імператорської Японії, які в будь-яку хвилину можуть почати інтервенцію в радянську Росію. 24-річний більшовик Костянтин Суханов, перебуваючи на посаді голови Владивостоцької Ради депутатів, разом зі своїми соратниками сім місяців боровся за збереження на Далекому Сході радянської влади і запобігання громадянської війни в Примор'ї. Але сили сторін спочатку нерівні. У хід йдуть підкупи і шантаж, підпали і вбивства. Суханов убитий, а до остаточної перемоги радянської влади на Далекому Сході мають бути ще довгі чотири роки інтервенції і влади маріонеткових урядів.

## У ролях
- Василь Бочкарьов —  Суханов
- Марина Левтова —  Шура, дружина Суханова
- Михайло Жигалов —  Мельников
- Ольга Науменко —  Логінова
- Андрій Ростоцький —  Сибірцев
- Андрій Мартинов —  Никифоров
- Олександр Лазарєв —  Джоліон
- Леонід Марков —  Крайнов
- Олександр Вокач —  Циммерман
- Ігор Дмитрієв —  Гірса
- Болот Бейшеналієв —  Ісато
- Володимир Прокоф'єв —  Кіно
- Георгій Назаренко —  Раєв
- Яніс Паукштелло —  Вільямс
- Олексій Сафонов —  Грачек
- Юрій Сорокін —  Богоуш

## Знімальна група
- Автор сценарію:  Павло Демидов
- Режисер:  Едуард Гаврилов
- Оператор:  Інна Зарафьян
- Художник: Сергій Серебреніков
- Монтаж: Марія Родіонова
- Композитор: Веніамін Баснер